# 哈莉玛·雅各布
哈莉玛·雅各布（1954年8月23日—），新加坡政治人物，曾任新加坡國會首位女性議长、马西岭-油池集选区議員，第8任新加坡总统。她是新加坡史上首位女性总统和担任最高政治职务的马来裔穆斯林女性。

## 政治生涯
哈莉玛生於在新加坡奎因街的寓所中，父親是印度裔，母親是馬來裔，她是家中五位孩子中的最小，早年在新加坡国立大学念书，1978年成为法学士，1981年成为法学硕士。2016年，新加坡国立大学颁发哈莉玛名誉法学博士学位。
哈莉玛在2001年新加坡大選中步入政坛于裕廊集選區競逐。2011年，她任新加坡社会发展、青年和体育部政务部长。2013年1月14日，哈莉玛被任命为新加坡国会议长，也成为历史上第一位担任新加坡共和国國會議长的女性政治人物。由于新加坡宪法规定议长不能同时担任政治职务，哈莉玛已于2013年1月13日辞去政务部长一职。
2017年8月6日，哈利瑪宣布她將於8月7日起辭去國會議長及議員的職務，以參選下屆總統。根據新加坡憲法規定，如某个族群连续30年没有人当选总统，下届选举就只限那个族群的代表参与，以確保新加坡維持「多元種族和諧」的政治環境。由於自總統直接民選以來，已經歷5屆任期，均為華裔或印裔出任總統的情況，因此新加坡政府據此認為下一任總統應當由馬來裔人士出任。 而原人民行动党籍的哈莉玛被普遍視為代表人民行动党的无党籍候選人，並已獲得党中央與总理李顯龍的推薦支持。
由於其他參選人因族裔，股東權益等問題不符合候選資格，故哈莉玛成為此屆唯一的總統候選人。2017年9月13日，新加坡選舉官宣布哈莉瑪自動當選，哈莉瑪於9月14日宣誓就職新加坡第八任總統，正式接替陳慶炎。由于此次选举只有哈莉玛一人获得总统候选人资格证书，她因此不战而胜，在新加坡引起争议。
哈莉瑪當選後為展示她親民的一面而住在義順區的組屋私宅。反對者笑稱一時間新加坡有兩座總統府，一座是位於烏節路的法定官方總統府（Istana），一座则是義順組屋區的「私人總統府」。由於此「私人總統府」為鄰居構成保安上的不便，故哈莉瑪於同年10月2日接受政府決定，離開了組屋單位，搬到更安全的住所。
2023年5月29日，哈莉玛发表声明，表示经过慎重考虑后，决定不寻求连任为总统。2023年新加坡总统选举结束后，哈莉玛的总统任期于同年9月13日届满，她和夫婿于隔日傍晚7点30分在简单的仪式后离开总统府，意即正式卸任。

### 外交
2018年11月12日，哈莉玛与到访新加坡的時任马来西亚首相马哈迪·莫哈末会晤，两人重申新马之间密切且长久的合作关系，以及牢固的民间联系；隔日，马哈迪到访自己的母校新加坡国立大学，哈莉玛颁发「名誉法学博士学位」予他。
2022年2月，於2022年北京冬奧期間出訪中華人民共和國，並與該國時任國家主席習近平會面。

### COVID-19響應
2020年4月，鑑於新加坡發生COVID-19大流行，哈莉瑪原則上批准了政府要求從過去的國家儲備中提取210億新元的要求，旨在補貼190萬工人的工資並保住工作和企業。 2020年4月7日，《彈性與團結預算》的補充供應法案進行了修訂，於2020年4月9日提出了修訂後的法案。2020年6月5日，新加坡議會通過了第二份《堅韌預算補充供應法案》，允許政府從儲備金中額外提取 310 億新元，旨在為因疫情而失去工作的人確保就業，因為新加坡在斷路器後放鬆了限制。
2020年6月16日，哈莉瑪同意第二份補充供應法案，該法案頒布了第二份補充供應法案，允許政府獲得額外資金以緩解疫情的影響。這是新加坡2020財年第二次動用儲備金，也是新加坡獨立以來動用儲備金最多的一次，資金總額達520億新元。她是繼2009年總統塞拉潘·纳丹因2007-2008年金融危機之後，第二位為此目的行使總統自由裁量權的總統。

## 個人生活
哈利玛已婚，育有五个孩子。以往，她在公共场合露面时，总佩戴着头纱。

## 外部連結
- 官方网站
- 哈莉玛·雅各布的Facebook專頁
- Mdm Halimah Yacob at parliament.gov.sg